# Shawwoestijnmuis
De shawwoestijnmuis (Meriones shawi)  is een zoogdier uit de familie van de Muridae. De wetenschappelijke naam van de soort werd voor het eerst geldig gepubliceerd door Duvernoy in 1842.

## Voorkomen
De soort komt voor in Marokko, Algerije, Tunesië, Libië en Egypte.